# Pseudaphycus ferrisianae
Pseudaphycus ferrisianae är en stekelart som beskrevs av Bennett 1955. Pseudaphycus ferrisianae ingår i släktet Pseudaphycus och familjen sköldlussteklar. Inga underarter finns listade i Catalogue of Life.